# USS Sanderling (AM-37)
USS Sanderling (AM-37) – amerykański trałowiec z okresu międzywojennego, jeden z 51 zbudowanych okrętów typu Lapwing. Okręt został zwodowany 2 września 1918 roku w stoczni Todd Pacific Shipyards w Brooklynie, a w skład US Navy został przyjęty 4 grudnia 1918 roku. Okręt wycofano ze służby 2 maja 1922 roku, po czym przeniesiono do rezerwy. 26 czerwca 1937 roku jednostka zatonęła w wypadku.

## Projekt i budowa
Projekt trałowców typu Lapwing powstał w 1916 roku . Początkowo miały to być uniwersalne jednostki łączące cechy trałowca i holownika, osiągające prędkość 16 węzłów (10 węzłów podczas trałowania), jednak przyjęte założenia okazały się niemożliwe do realizacji. W maju 1917 roku Sekretarz Marynarki Wojennej Stanów Zjednoczonych zaaprobował projekt trałowca o wyporności 950 ton i prędkości 14 węzłów, składając zamówienie na 14 okrętów. Ostatecznie zamówiono 54 jednostki, z czego zbudowano 49 .
USS „Sanderling” (Minesweeper No. 37) zbudowany został w stoczni Todd Pacific Shipyards w Brooklynie . Stępkę okrętu położono 27 maja 1918 roku, a zwodowany został 2 września 1918 roku  .

## Dane taktyczno-techniczne
USS „Sanderling” był trałowcem o długości całkowitej 57,6 metra, szerokości 10,8 metra i zanurzeniu 3,8 metra . Wyporność normalna wynosiła 950 ton, a pełna 1400 ton . Okręt napędzany był przez pionową maszynę parową potrójnego rozprężania o mocy 1400 KM, do której parę dostarczały dwa kotły Babcock & Wilcox . Jednośrubowy układ napędowy pozwalał osiągnąć prędkość 13,5–14 węzłów . Zasięg wynosił 6850 Mm przy prędkości 8 węzłów .
Uzbrojenie artyleryjskie jednostki składało się z dwóch pojedynczych dział kalibru 76 mm L/50 oraz dwóch pojedynczych karabinów maszynowych kalibru 7,62 mm L/90 . Wyposażenie trałowe obejmowało trał mechaniczny; okręt mógł też przenosić miny .
Załoga okrętu składała się z 85 oficerów, podoficerów i marynarzy .

## Służba
4 grudnia 1918 roku w Nowym Jorku USS „Sanderling” został wcielony do US Navy  . Pierwszym dowódcą jednostki został kpt. mar. (ang. Lieutenant) Stanley Danielak . Okręt operował na wodach nieopodal Nowego Jorku od stycznia lutego 1919 roku . 14 kwietnia 1919 roku „Sanderling” wyruszył w rejs do Europy, docierając 29 kwietnia do Kirkwall . Do września 1919 roku okręt uczestniczył w neutralizacji liczącej 70 000 min Zagrody Minowej Morza Północnego, odbywając sześć misji i lokalizując wraz z siostrzanym USS „Heron” wrak niemieckiego okrętu podwodnego SM UB-127 . 1 października jednostka wyruszyła w rejs do kraju, osiągając Nowy Jork 19 listopada . 25 marca 1920 roku „Sanderling” udał się do Charleston na gruntowny remont . 17 lipca 1920 roku jednostce nadano oznaczenie AM-37 .
3 sierpnia 1920 roku okręt przepłynął do Norfolk, skąd 31 sierpnia udał się do Kalifornii, osiągając 28 października San Diego . Jednostka operowała na Zachodnim Wybrzeżu do początku 1921 roku, przybywając 21 stycznia do Pearl Harbor . Aktywną służbę „Sanderling” pełnił do 11 maja, a 2 maja 1922 roku został wycofany ze służby i przeniesiony do rezerwy  . Stacjonujący w Pearl Harbor okręt zatonął w wyniku wypadku 26 czerwca 1937 roku  .